# Myscelia aracynthia
Espèce
Synonymes
- Biblis antholia Godart, [1824][1]
- Papilio aracynthia Dalman, 1823

Myscelia aracynthia est une  espèce de lépidoptères (papillons) de la famille des Nymphalidae et de la sous-famille des Biblidinae et du genre Myscelia.

## Systématique
L'espèce Myscelia aracynthia a été décrite par Johan Wilhelm Dalman en 1823 sous le protonyme de Papilio aracynthia.

## Nom vernaculaire
Myscelia aracynthia se nomme Hispaniolan Bluewing en anglais.

## Description
Myscelia aracynthia est un papillon aux ailes antérieures à apex coupé et bord externe concave. Le dessus est bleu violet avec des taches blanches près de l'apex des antérieures, une bordure marron du bord externe des ailes antérieures et une large à très large bordure des ailes postérieures laissant une grande plage bleu ou juste une bande.
Le revers est marron marbré d'ocre. 

## Écologie et distribution
Myscelia aracynthia est présent à Hispaniola, en République dominicaine.

### Protection
Pas de statut de protection particulier.